# Rachel Piekhaar
Rachel Jane Piekhaar (Leidschendam, 13 februari 1990) is een Nederlandse handbalster die uitkomt in de Nederlandse eerste divisie voor HV Aalsmeer.

## Individuele prijzen
- Linkerhoekspeelster van het jaar van de Eredivisie: 2008/09